# GD 165
Координати:  14г 24м 39.144с, +09° 17′ 13.98″
GD 165 — подвійна зоряна система, що складається з білого  і коричневого карликів спектральних типів DA4 та L4. Система розташована в сузір'ї Волопаса приблизно за 103 світлових роки від Землі.